# Hydraecia diluta
Hydraecia diluta är en fjärilsart som beskrevs av Edward Alfred Cockayne 1951. Hydraecia diluta ingår i släktet Hydraecia och familjen nattflyn. Inga underarter finns listade i Catalogue of Life.